# 朵儿别真
朵儿别真，元朝人物。大蒙古国薛禅汗忽必烈（元朝皇帝元世祖）的可敦（哈屯，汉译皇后）。
《史集》以朵儿别真出自朵儿边部（杜尔伯特），生下儿子云南王忽哥赤（分封到云南）、西平王奥都赤（分封到吐蕃）。元朝的后妃只有两等，汉人称之为皇后与妃子。元世祖以后只有得到策宝的皇后才算正宫皇后，元世祖的第二斡儿朵察必皇后、南必皇后两位皇后，先后得到皇后册宝。《元史》、《新元史》没有记载朵儿别真的名字和所属斡儿朵。